# Enrique I de Saboya-Nemours
Enrique I de Saboya-Nemours (París, 2 de noviembre de 1572 - París, 10 de julio de 1632) fue un noble francés, duque de Nemours y de Ginebra desde 1595 hasta 1632, y duque de Aumale desde 1618 hasta 1632.

## Primeros años de vida
Era el segundo hijo del duque Jacobo de Saboya-Nemours y de Ana de Este, hija de Renata de Francia (hija de Luis XII y de la duquesa Ana de Bretaña) y de Hércules II, duque de Ferrara (hijo de Alfonso I y de Lucrecia Borgia). 
Conocido como el Marqués de Saint-Sorlin, recibió en 1588 de su primo, el duque Carlos Manuel I de Saboya el mando de un ejército con el que conquista el Marquesado de Saluzzo. A continuación, se unió a la Santa Liga de París la cual lo nombró gobernador del Delfinado en 1591. Apoyó a Enrique IV en 1594 y heredó a la muerte de su hermano mayor Carlos Manuel los ducados de Ginebra y de Nemours. El fijo en 1597 su sede en Amiens. 
Se alió con los españoles, durante la guerra entre estos y el Ducado de Saboya iniciada en 1613. 
Después de la paz que había sido proclamada el 14 de noviembre de 1616, él se retiró de la corte francesa.

### Matrimonio e hijos
Se casó el 18 de abril de 1618 con Ana de Lorena (1600 - 1638), duquesa de Aumale, hija de Carlos I de Lorena, duque de Aumale y María de Lorena-Elbeuf. En esta ocasión, el rey le devuelve el ducado de Aumale, confiscado en 1595. 
Los hijos de Enrique y de Ana son los siguientes: 
- Luis (1615 - 1641), duque de Nemours y Aumale.
- Francisco Pablo (1619 - 1627).
- Carlos Amadeo (1624 - 1652), duque de Nemours y Aumale.
- Enrique II (1625 - 1659), arzobispo de Reims y, a continuación, duque de Nemours y Aumale.